# 反彈道飛彈條約
《反弹道导弹條約》，也称为《反导条约》或《反导机制》，是美国和苏联关于限制反弹道导弹系统的军备控制条约。条约目的是减少更多的核武以保持威慑力。根据该条约，各方仅拥有两个反导体系，每个体系仅限100枚反弹道导弹。
条约于1972年签署，在接下来的30年里一直有效。1997年苏联解体五年后，四个前苏联国家与美国达成协议，继承前苏联的条约，俄罗斯作为苏联的继承国承担所有权利和义务。美国以核讹诈风险为由，于2002年6月单方面退出该条约，导致条约终止。

## 背景

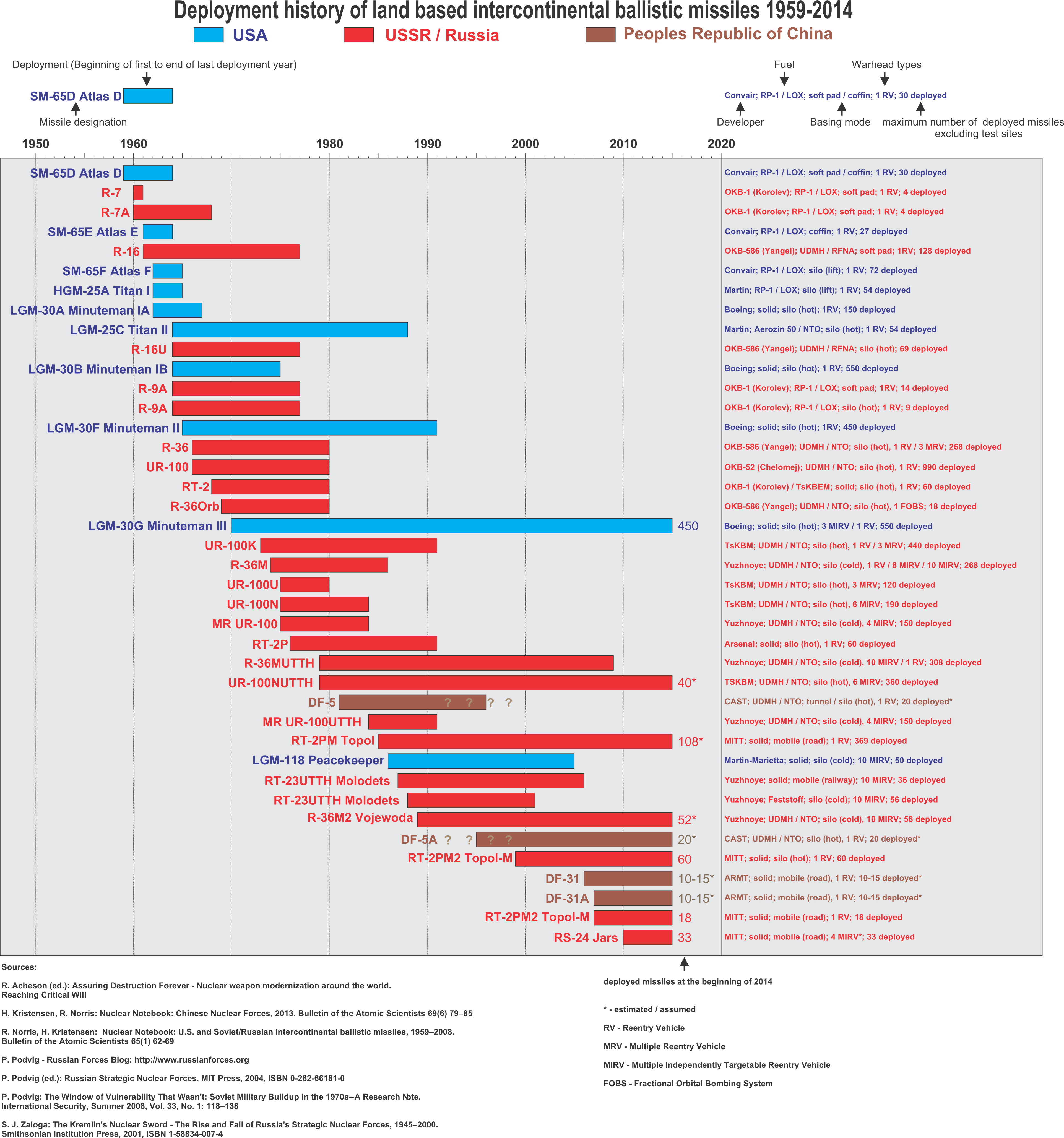
陆基洲际弹道导弹的部署历史(1959年-2014年)

在20世纪50年代末至60年代，美国和苏联一直在开发能够击落洲际弹道导弹（ICBM）的导弹系统。美国认为本国的防御会减少全面核战争造成的损失，于是加拿大和美国联合成立了北美空防司令部（现称北美空天防御司令部）。
到20世纪50年代初，美国对奈基-宙斯导弹的研究已经发展到可以用作反导系统的基础。一种名为春季导弹的研制工作已经开始，为反导系统本身提供防御。20世纪60年代中期，这两个系统都显示出足够的前景，可以开始为“哨兵”有限反导系统开发基地的选择。1967年，美国宣布哨兵本身将缩减为更小、更便宜的保障计划项目。苏联的军事理论要求发展自己的反导系统，并恢复与美国的战略平衡。苏联通过A-35反导系统的作战部署实现平衡，至今仍在使用。
多目標重返大氣層載具（MIRV）的发展使单个洲际弹道导弹一次可以发射多达十个子弹头。反导防御系统可能会被大量的子弹头突防。对系统进行升级以对抗额外的弹头在经济上不可行：防守方至少需要对每枚来袭弹头使用一枚导弹，而攻击者可以以合理的成本在一枚导弹上放置10枚弹头。为了进一步突防反导系统，苏联MIRV导弹配备了诱饵弹，R-36洲际弹道导弹可携带多达40枚子弹头。诱饵弹也可以被锁定，实际上需要与超过五倍的目标交战，使防御更加被削弱。

## 反导条约

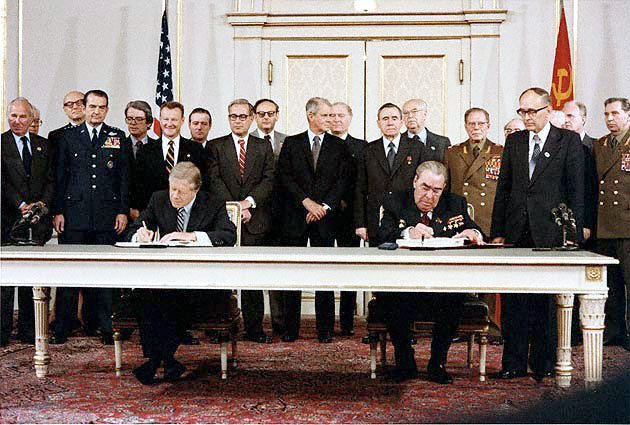
吉米·卡特和列昂尼德·勃列日涅夫于1979年6月18日在维也纳签署《美苏限制进攻性战略武器条约》

1967年，美国国防部长罗伯特·麦克纳马拉与苏联部长会议主席阿列克谢·柯西金谈判期间，美国在葛拉斯堡罗峰会上首次提出反弹道导弹条约。麦克纳马拉认为，弹道导弹防御系统可能引发军备竞赛，也可能引发对部署防御系统的国家的首次打击。柯西金驳斥了这一理论，双方试图减少核武数量。根据关于美国反导系统的建议，战略武器限制谈判于1969年11月开始。1972年，双方达成了一项限制战略防御系统的协议，允许在首都和洲际弹道导弹发射井部署导弹防御系统。
1972年5月26日，美国总统理查德·尼克松和苏联共产党总书记列昂尼德·勃列日涅夫在莫斯科首脑会议期间签署了该条约，1972年8月3日获得美国参议院批准。
1974年的议定书将弹道导弹防御系统场地数量减少到每个缔约方一个，主要是因为美苏都没有开发第二个场地。地点是苏联莫斯科和美国北达科他州保障综合体。

### 受条约限制的导弹
条约仅限制了能够防御“战略弹道导弹”的反导导弹，而没有试图定义“战略”。洲际弹道导弹和潜射弹道导弹都具有“战略性”，两国都不打算停止发展反弹道导弹系统。一旦最强大的反战术弹道导弹能够击落潜射弹道导弹（潜射弹道导弹比洲际弹道导弹速度慢），这个话题就会变得有争议，但双方仍在继续发展反战术弹道导弹系统。

## 星球大战计划公告后

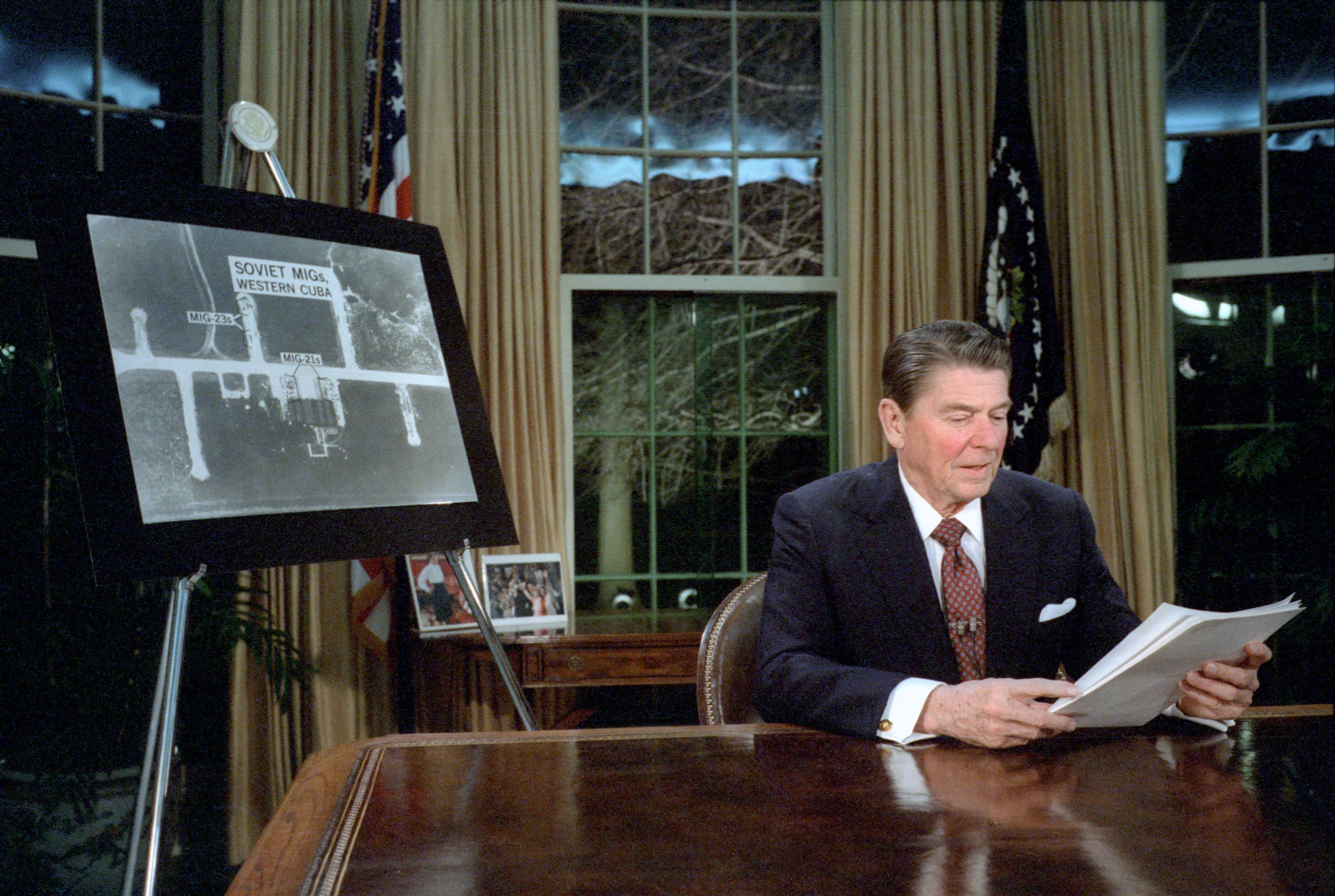
里根总统于1983年3月23日发表启动星球大战计划的演讲

1983年3月23日，罗纳德·里根宣布了《星球大战计划》，这是一项弹道导弹防御研究计划，他声称这将“符合我们在《反弹道导弹条约》下的义务”。里根对“邪恶帝国”的相互保证毁灭能力持谨慎态度，并希望摆脱相互确保毁灭的传统界限。该项目对尤里·安德罗波夫的和平提议是一个打击。安德罗波夫说：“现在是美国停止考虑选择的时候了，以寻求发动核战争的最佳方式，以期赢得战争，这样做不仅是不负责任的，更是疯狂的”。
即使遭受反对，里根也明确表示，星球大战计划（SDI）不会被用作讨价还价的筹码，美国将努力建立该系统。苏联感到震惊，因为美国可能已经能进行先发制人的核打击。在《核困境》一书中，贝克曼声称，苏联外交的核心目标之一是终止SDI。他表示，美国的突然袭击将摧毁苏联的大部分洲际弹道导弹舰队，使SDI能够击败苏联的“拙劣”报复性反应。苏联不能忽视里根的新努力；因此，他们当时的政策是与美国人进行谈判。但1987年苏联撤回了反对意见，认为SDI不构成威胁，在科学上“永远不会奏效”。
SDI继续进行，但没有达到预期效果。里根总统任期结束后，SDI研究被削减，1995年，总统联合声明重申“可以部署导弹防御系统……不会对另一方的战略核力量构成现实威胁，也不会进行测试……这种能力。”并在1997年得到了重新证实。

## 战区导弹防御谈判
条约禁止“国家导弹防御系统”（NMD），但一些人将其解释允许“战区导弹防御系统（TMD）”。这是因为条约第二条将“反导系统”定义为“反战略导弹”，通常为具有“洲际能力”的导弹。因此，TMD的支持者称，条约并不禁止防御战区弹道导弹。美国已经开发并使用了这种系统，包括海湾战争期间使用的爱国者导弹。
TMD系统也能对抗战略弹道导弹，而不仅仅是战区弹道导弹。克林顿政府于1993年开始与俄罗斯谈判以修改该条约。经过多次讨论，美国总统比尔·克林顿和俄罗斯总统鲍里斯·叶利钦于1997年9月9日签署了条约的附录。根据这些新协议，条约允许导弹防御系统的速度高达5公里/秒。
俄罗斯议会于2000年5月4日批准了1997年的协议。然而，鹰派反共分子傑西·亞歷山大·赫爾姆斯为首的一些共和党参议员在美国参议院反对该法案。因此，克林顿从未向国会提交该协议，担心赫尔姆斯会拖延批准或彻底击败该协议。

## 苏联解体后

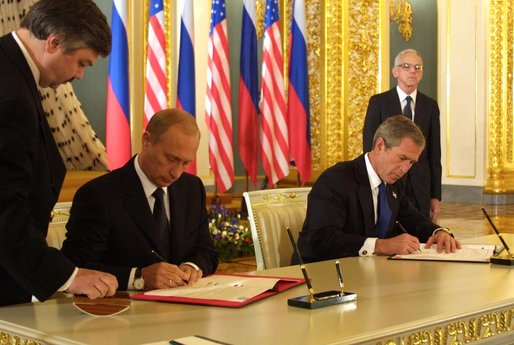
弗拉基米尔·普京和乔治·W·布什于2002年5月24日在莫斯科签署《限制进攻性战略武器条约》

苏联解体后，美国国务院认为条约仍然有效。俄罗斯于1992年1月被确认为苏联的继承国。白俄罗斯和乌克兰在1993年10月的反导审查会议上被视为继承国，哈萨克斯坦不久后被添加为继承国。白俄罗斯、乌克兰和哈萨克斯坦定期参加常设协商委员会的反导条约会议。1997年起草了一份谅解备忘录，为条约的目的，将白俄罗斯、哈萨克斯坦、俄罗斯联邦和乌克兰确立为苏联的继承国。美国只考虑将义务扩大到这些国家，而不是所有国家，因为只有这些国家拥有大量的反导系统。由于《反弹道导弹条约》只允许部署一个反导系统，美国国务院认为，俄罗斯、乌克兰、哈萨克斯坦和白俄罗斯之间只允许集体部署一个反弹道导弹系统。
关于苏联解体后条约是否仍然有效在美国存在争议。苏联解体一个月后，乔治·赫伯特·沃克·布什总统确认了《反弹道导弹条约》，并将俄罗斯视为苏联的继承者，俄罗斯也接受了条约。比尔·克林顿总统将确认该条约的有效性，乔治·沃克·布什总统也确认条约有效。然而，一些美国人（主要是保守的共和党人）认为条约没有生效，因为苏联没有继承国。这被认为是不一致的，因为俄罗斯确实继承了苏联的义务（包括其联合国安理会席位、债务、不扩散协议等）。前中央情报局局长小羅伯特·詹姆斯·伍爾西认为，为了使该条约继续有效，美国和俄罗斯都必须接受该条约，而克林顿总统在没有国会批准的情况下不能接受该条约。

## 美国退约
2001年12月13日，乔治·沃克·布什通知俄罗斯，美国根据终止条约前需提前六个月通知的条款单方面退出条约，是美国首次退出一项主要的国际条约，也促成了美国导弹防御署的成立。
退约的支持者称，为了测试和建立有限的国家导弹防御系统，以保护美国免受流氓国家的核讹诈，退约是必要的。退约也引起了许多国内外批评人士的关注，他们表示导弹防御系统会使美国遭受先发制人的核打击。反导条约谈判代表约翰·莱茵兰德预测，退出将是对《不扩散核武器条约》的“致命打击”，并将导致“一个对核扩散没有有效法律约束的世界”。前美国国防部长威廉·佩里也批评美国撤军是一个非常糟糕的决定。

### 俄罗斯的回应
新当选的俄罗斯总统弗拉基米尔·普京对美国退约做出了回应，下令加强俄罗斯的核能力，旨在制衡美国，但他指出，美国退约不会立即形成威胁。
俄罗斯和美国于2002年5月24日在莫斯科签署了《削减进攻性战略武器条约》。该条约要求削减已部署的战略核弹头，但实际上并没有要求削减核弹头的总库存，也没有任何执行机制。
2002年6月13日，美国退出反导条约（6个月前发出通知）。第二天，俄罗斯作出回应，宣布将不再遵守尚未生效的《第二阶段削减战略武器条约》。
2017年，俄罗斯总统弗拉基米尔·普京在接受采访时表示，在说服俄罗斯接受美国退约时，比尔·克林顿和乔治·W·布什都试图在没有证据的情况下指出伊朗存在的核威胁。
2018年3月1日，俄罗斯总统弗拉基米尔·普京在联邦议会发表讲话，宣布开发一系列技术先进的“超级武器”，以回应美国退出《反弹道导弹条约》。特朗普政府的一位匿名官员称他的言论在很大程度上是“自夸的谎言”。他说，美国的决定促使俄罗斯政府下令提高俄罗斯的核能力，以制衡美国的核能力。
2021年，普京将美国退约列为对西方的不满原因之一：“我们多年来一直试图与西方合作，但这种伙伴关系没有被接受，也没有生效”，他称之为美国在冷战后的一大罪恶。

## 外部連結
- 《美苏关于限制反弹道导弹系统条约》全文（页面存档备份，存于）
- US Announcement of withdrawal (2001)
- Global Security Institute